# Absolventul (film)
Absolventul (titlul original: în engleză The Graduate) este o comedie neagră americană din 1967 regizată de Mike Nichols și bazată pe romanul lui Charles Webb, The Graduate pe care acesta l-a scris la puțin timp de la absolvirea Colegiului Williams. Scenariul a fost scris de Calder Willingham și Buck Henry care are și un cameo în film. Filmul spune povestea lui Benjamin Braddock, un proaspăt absolvent de colegiu care este indecis în legătură cu viitorul său. El este sedus de o femeie mai în vârstă, D-na Robinson însă până la urmă se îndrăgostește de fiica acesteia, Elaine. 
Turnat în plină revoluție sexuală, Absolventul a schimbat definitiv reprezentarea cinematografică a raportului mamă-fiică. Una dintre ideile cele mai inedite ale regizorului Mike Nichols a fost să adauge în coloana sonoră a filmului cunoscutele piese ale formației Simon & Garfunkel: "Mrs. Robinson" și "The Sounds of Silence". El s-a folosit astfel de popularitatea trupei pentru a semnala faptul că filmul acesta va răspunde direct sensibilității culturale a tineretului vremii. Pelicula a influențat modul în care va fi folosită muzica în multe alte filme hollywoodiene viitoare. Pentru Dustin Hoffman rolul lui Benjamin Braddock a reprezentat ascensiunea înspre statutul de vedetă.
În 1996 Absolventul a fost selectat în Registrul Național de Film al Statelor Unite ca fiind "semnificativ din punct de vedere cultural, istoric și estetic". De asemenea a fost clasat pe locul șapte în topul celor mai bune 100 de filme ale tuturor timpurilor realizat de Institutul American de Film și este pe poziția a 18-a în lista filmelor cu cele mai mari încasări în Statele Unite și Canada. 
Într-un film considerat o piatră de hotar în istoria cinematografului american (S. Kauffman), Anne Bancroft îl inițiază la propriu și la figurat pe starul de viitor, interpretând cu pasionalitate rolul unei văduve cu a cărei fiică protagonistul se va căsători. 

## Distribuție
- Dustin Hoffman – Benjamin Braddock
- Anne Bancroft – D-na Robinson
- Katharine Ross – Elaine Robinson
- William Daniels – Dl. Braddock
- Murray Hamilton – D-na Braddock
- Buck Henry – proprietarul camerei
- Brian Avery – Carl Smith
- Norman Fell – Dl. McCleery

## Premii și nominalizări

### Premiul Oscar
- Premiul Oscar pentru cel mai bun regizor - Mike Nichols (câștigat)
- Premiul Oscar pentru cel mai bun actor - Dustin Hoffman (nominalizat)
- Premiul Oscar pentru cea mai bună actriță - Anne Bancroft (nominalizat)
- Premiul Oscar pentru cea mai bună actriță în rol secundar - Katharine Ross (nominalizat)
- Premiul Oscar pentru cea mai bună cinematografie - Robert Surtees (nominalizat)
- Premiul Oscar pentru cel mai bun film - Lawrence Turman (nominalizat)
- Premiul Oscar pentru cel mai bun scenariu adaptat - Calder Willingham, Buck Henry (nominalizat)

### Premiul BAFTA
- BAFTA pentru cel mai bun regizor - Mike Nichols (câștigat)
- BAFTA pentru cel mai bun film - Mike Nichols (câștigat)
- BAFTA pentru cel mai bun montaj - Sam O'Steen (câștigat)
- BAFTA pentru cel mai bun scenariu - Calder Willingham, Buck Henry (câștigat)
- BAFTA pentru cel mai promițător nou star - Dustin Hoffman (câștigat)
- BAFTA pentru cea mai bună actriță - Anne Bancroft (nominalizat)
- BAFTA pentru cel mai promițător nou star - Katharine Ross (nominalizat)

### Premiul Globul de Aur
- Premiul Globul de Aur pentru cel mai bun film (muzical/comedie) (câștigat)
- Premiul Globul de Aur pentru cea mai bună actriță (muzical/comedie) - Anne Bancroft(câștigat)
- Premiul Globul de Aur pentru cel mai bun regizor - Mike Nichols (câștigat)
- Premiul Globul de Aur pentru noua vedetă feminină a anului - Katharine Ross (câștigat)
- Premiul Globul de Aur pentru noua vedetă masculină a anului - Dustin Hoffman (câștigat)
- Premiul Globul de Aur pentru cel mai bun actor (muzical/comedie) - Dustin Hoffman (nominalizat)
- Premiul Globul de Aur pentru cel mai bun scenariu - Calder Willingham, Buck Henry (nominalizat)